# Gare de Mourmelon-le-Petit
Gare de Mourmelon-le-Petit vasútállomás Franciaországban, Mourmelon-le-Petit településen.

## Vasútvonalak
Az állomást az alábbi vasútvonalak érintik:
- Châlons-en-Champagne-Reims-Cérès-vasútvonal

## Kapcsolódó állomások
A vasútállomáshoz az alábbi állomások vannak a legközelebb:
- Gare de Sept-Saulx
- Gare de Bouy
- Gare de Châlons-en-Champagne